# 도마뱀자리 알파
도마뱀자리 알파는 도마뱀자리 방향으로 지구에서 약 102광년 떨어진 곳에 있는 항성이다. 도마뱀자리 자체가 밝은 별자리 사이의 어두운 공간을 채워넣기 위해 만든 것이었기 때문에, 이 영역에서 가장 밝은 도마뱀자리 알파도 겉보기 등급은 3.77에 불과하여 눈에 잘 띄지 않는다.
지금까지의 연구에 따르면 알파는 짝별을 거느리고 있지 않다. 따라서 이 별의 정확한 질량을 알기는 힘들며, 오로지 밝기와 표면 온도로만 질량을 예측해야 한다. 다만 밝기 및 어림잡은 질량으로 미루어 볼 때 알파별은 시리우스와 매우 흡사하다. 만약 시리우스를 지금보다 12배 정도 먼 곳에 갖다 놓는다고 가정하면 도마뱀자리 알파와 거의 비슷하게 보일 것이다.

## 참고 문헌
1. 1 2 3 4 5 6  SIMBAD. “* alf Lac -- Star in double system” (영어). 2009년 4월 22일에 확인함.
2. 1 2 3 4 5 6  Jim Kaler. “ALPHA LAC (Alpha Lacertae)” (영어). 2009년 4월 16일에 원본 문서에서 보존된 문서. 2009년 4월 22일에 확인함.
3. ↑  Mark Deprest (2006년 3월 23일). “Constellation of the Month: Lacerta: The Lizard.” (영어). 2009년 4월 22일에 확인함.